# Зинделфинген
Зинделфинген (на немски: Sindelfingen) е град в Баден-Вюртемберг, Германия, с 63 971 жители (2015) на около 15 km югоизточно от Щутгарт.
От 1 февруари 1962 г. Зинделфинген е голям окръжен град (Große Kreisstadt).
В града се намира основан през 1915 година завод за автомобили на „Мерцедес-Бенц“, една от основните производствени мощности на компанията.